# Eresus hermani
Espèce
Eresus hermani est une espèce d'araignées aranéomorphes de la famille des Eresidae.

## Distribution
Cette espèce se rencontre en Hongrie et en Tchéquie.

## Description

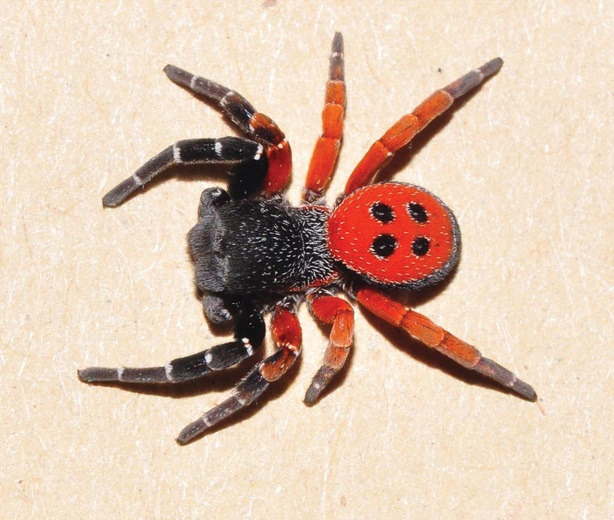
Eresus hermani ♂

La carapace des mâles mesure de 2,9 à 4,1 mm et la carapace des femelles mesure de 6,6 à 9,9 mm

## Étymologie
Cette espèce est nommée en l'honneur d'Ottó Herman (1835–1914).

## Publication originale
- Kovács, Prazsák, Eichardt, Vári & Gyurkovics, 2015 : « A new ladybird spider from Hungary (Araneae, Eresidae). » ZooKeys, no 494, p. 13-30 (intégral).